# Charles Frazier
Charles Frazier (ur. 4 listopada 1950 w Asheville) – amerykański pisarz. 
W 1973 uzyskał dyplom University of North Carolina. Otrzymał tytuł magistra na Appalachian State University w latach 70. i doktorat na University of South Carolina w 1986.
Jego pierwszą powieścią była wydana w 1997 (po polsku rok później) Zimna Góra (Cold Mountain). Druga powieść Fraziera, Thirteen Moons, została opublikowana w październiku 2006.